# Tupoka Ogette

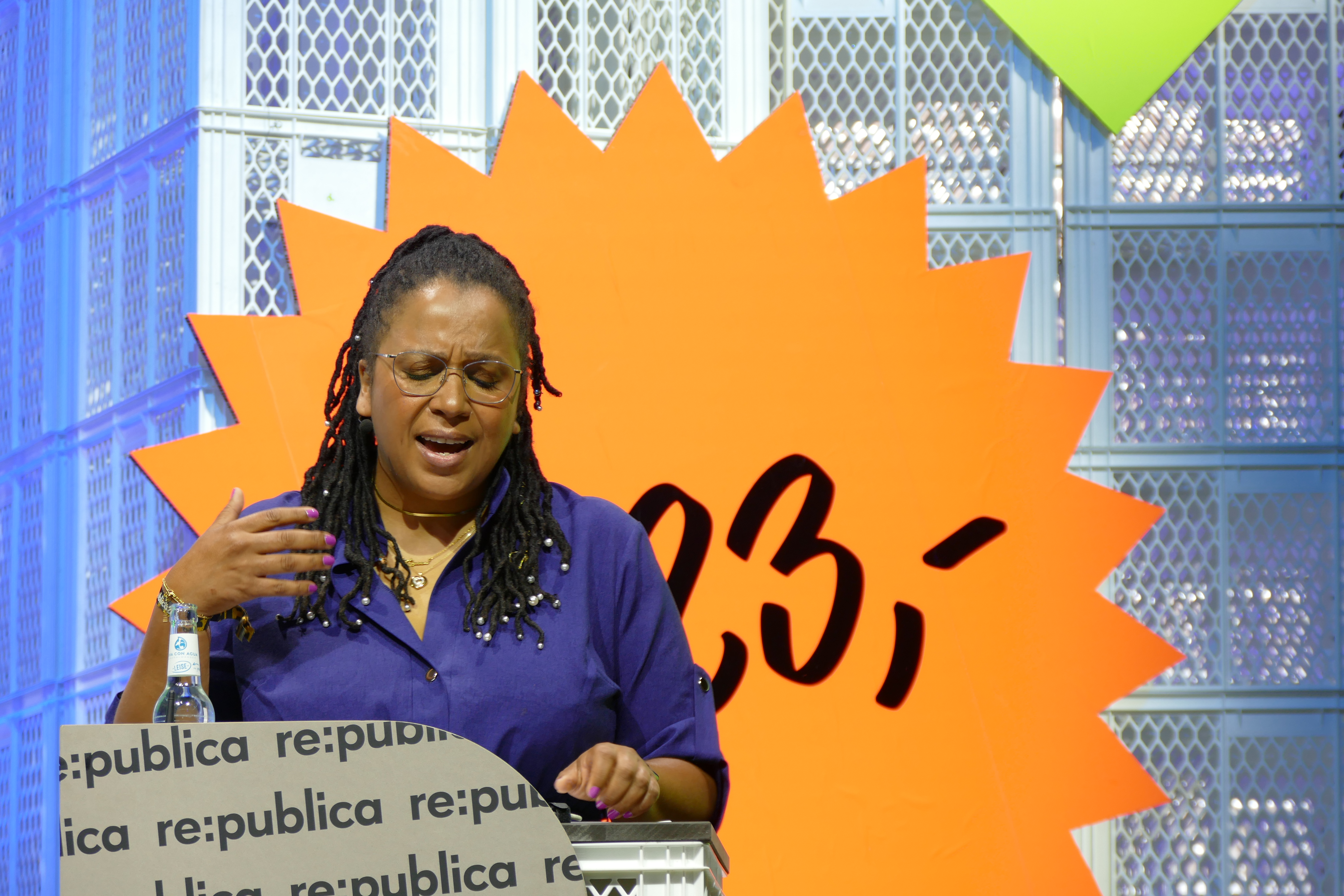
Tupoka Ogette auf der Re:publica 2023

Tupoka Ogette (* 1980 in Leipzig) ist eine deutsche Autorin und Vermittlerin für Rassismuskritik.

## Leben und Werdegang
Tupoka Ogette wurde 1980 in Leipzig als Tochter eines tansanischen Studenten der Landwirtschaft und einer deutschen Mathematikstudentin geboren. Kurz vor der Wende übersiedelte ihre Mutter mit ihr nach West-Berlin, wo Ogette bis zu ihrem Abitur lebte. Sie hat einen Magister in Afrikanistik, mit Schwerpunkt Politik und Wirtschaft Afrikas, und Deutsch als Fremdsprache an der Universität Leipzig. Von 2007 bis 2009 absolvierte sie ihren Master in International Business an der Graduate School of Business in Grenoble, Frankreich. Von 2008 bis 2012 arbeitete sie als Lektorin des Deutschen Akademischen Austauschdienstes an der Université Stendhal in Grenoble. Seit 2012 ist Tupoka Ogette selbständige Beraterin, Rednerin und Autorin.
Sie ist mit dem Künstler und Bildhauer Stephen Lawson verheiratet. Gemeinsam mit ihrer Familie lebt sie in Berlin.

## Antirassismus-Aktivitäten
Tupoka Ogette ist Trainerin und Beraterin für Rassismuskritik und Antirassismus in der DACH-Region. Gemeinsam mit ihrem Team begleitet sie Unternehmen, Organisationen und Verbände mit individuellen Workshops, Vorträgen und Beratungen auf ihrem rassismuskritischen Weg. Sie leitet Workshops zu Rassismus und dessen Auswirkungen auf die deutsche Gesellschaft und ist darüber hinaus als Rednerin und Autorin tätig. In ihren Workshops führt sie unter anderem Sensibilisierungen zu den Themen struktureller Rassismus, Intersektionalität und Empowerment durch. Seit 2021 bildet Tupoka Ogette als Mentorin neue „Trainer“ aus. Diese werden von ihr begleitet und ergänzen das Team als „Referenten“ für Workshops. Ogette arbeitete für Institutionen wie Google, Vogue oder das Auswärtige Amt.
Seit 2019 betreibt sie den Podcast TuPodcast – Gespräche unter Schwestern , in dem ein Safer Space für und von schwarzen Frauen geschaffen werden soll. Hierbei bildet der Tupodcast einen Raum für Gespräche über das Schwarz- und Frausein, sowie über das Überleben in einer weißen, patriarchalen Mehrheitsgesellschaft. Gemeinsam mit ihren Gästen aus Wissenschaft, Politik, Film, Fernsehen uvm, gibt Tupoka einen Einblick in die Vielfalt der Perspektiven und Lebensrealitäten afrodeutscher Frauen.
Gemeinsam mit ihrem Mann Stephen Lawson betreiben sie seit 2019 ein Atelier. Der Ort soll einen sicheren Raum für junge Menschen bieten, um sich kreativ auszuleben und sich miteinander auszutauschen.

## Schriftstellerische Tätigkeit
Im März 2017 erschien ihr Handbuch exit Racism. Rassismuskritisch denken lernen. Das Buch beschäftigt sich mit Rassismus, dessen Geschichte und Wirkungsweisen und versteht sich als lesbarer Workshop, um rassismuskritisches Denken und Handeln zu erlernen. Das im Unrast Verlag veröffentlichte Buch erhielt positive Rezensionen, lag 2020 bereits in der 10. Auflage vor und prägte maßgeblich die rassismuskritische Bildungsarbeit. Besonders im Zuge der Antirassismusproteste nach der Tötung des Schwarzen US-Amerikaners George Floyd durch die Polizei wird das Buch als Einführungswerk zur Beschäftigung mit Rassismus für Nichtbetroffene empfohlen, so dass im Juni 2020 die 7. Auflage erschien. Das Buch erschien im April 2020 auch als digitales Hörbuch. Im Juni 2020 stieg das Buch in der Spiegel-Bestseller-Liste Sachbuch/Taschenbuch auf Platz 3 ein.
Am 8. März 2022 erschien Und jetzt du. Rassismuskritisch leben., das zweite Buch von Tupoka Ogette beim Penguin Verlag. Aufbauend auf dem ersten Buch, liegt hier der Fokus darauf wie Menschen lernen können, Rassismus in verschiedenen Kontexten zu erkennen. Tupoka Ogette zeigt dabei besonders unbeabsichtigten Alltagsrassismus auf und lässt immer wieder erkennen, wie wütend sie der fehlende Diskurs über das Thema Rassismus macht. Dennoch behält das Buch bei diesen schwierigen Themen einen lockeren Ton.

## Auszeichnungen
Im Jahr 2019 wurde sie vom Magazin Edition F als eine der 25 einflussreichsten Frauen des Jahres ausgezeichnet. Die Jury hob hervor, dass Ogette „in über 500 Workshops, Beratungen, Tagungen und Vorträgen bisher bereits um die 10.000 Menschen erreichen [konnte].“ Vom Spiegel Online wurde Ogette als eine von zehn Frauen in den Bildungskanon zum Thema Theorie und Politik aufgenommen. Im Jahr 2021 erhielt sie den Idol of the Year Award bei den About You Awards. Zudem wurde Tupoka Ogette für den Grimme Online Award 2021 nominiert. 2022 wurde Tupoka Ogettes Buch Und Jetzt Du. Rassismuskritisch leben für den NDR Sachbuchpreis nominiert. Im Mai 2023 erhielt sie den Emilie-Jäger Preis in Bern, Schweiz. Im April 2024 gewann sie den  „Goldenen Blogger“ in der Kategorie „Blogger*in des Jahres 2024“.

## Publikationen
- exit RACISM: Rassismuskritisch denken lernen. Unrast, Münster 2017, ISBN 978-3-89771-230-0.
- Und jetzt du. Rassismuskritisch leben. Penguin Verlag, München, 2022, ISBN 978-3-328-60218-7.
- Ein rassismuskritisches Alphabet. cbj Verlag, München 2022, ISBN 978-3-570-16640-6.
- Tag für Tag gegen Rassismus. Dein Journal. Penguin Verlag, München 2023, ISBN 978-3-328-60219-4
- TuPodcast – Gespräche unter Schwestern. Tupoka Ogette und Stephen Lawson.[32]